# Artem Dolgopyat
Artem Dolgopyat, född 16 juni 1997 i  nuvarande Ukraina, är en israelisk gymnast.

## Karriär
Vid olympiska sommarspelen 2020 tog han guld i fristående. Vid världsmästerskapen i artistisk gymnastik 2023 tog han guld i fristående.